# Horta (voetbaltrainer)
Fritz Horta is een voormalige voetbalspeler en voetbalcoach van KAA Gent.                                     
Horta werd geboren in België en sloot zich aan bij voetbalclub KAA Gent als trainer in het seizoen 1909-1910. Hij bleef twee jaar hoofdtrainer, waarna deze functie werd overgenomen door de Engelse trainer Charles Bunyan Sr, die de club liefst 10 seizoenen leidde. Tijdens diens trainerschap kwam Horta weer aan de slag als speler, in het seizoen 1913-1914. De ploeg speelde in eerste Klasse en Horta wilde zelf in de ploeg staan in de hoogste voetbalklasse. Na vier jaren die gekenmerkt werden door de Eerste Wereldoorlog en waarin alle voetbalcompetities werden stilgelegd, hervatte hij zijn carrière na de wapenstilstand in 1918. Een seizoen later was hij opnieuw actief bij zijn voormalige club, waar hij nog twee seizoenen bleef spelen.. Nadien was hij echter genoodzaakt om te stoppen vanwege een blessure.

## Carrière als speler
| Seizoen   | Ploeg    |
| --------- | -------- |
| 1913-14   | KAA Gent |
| 1918-1919 | KAA Gent |
| 1919-1920 | KAA Gent |

## Carrière als trainer
| Seizoen   | Ploeg    |
| --------- | -------- |
| 1909-1910 | KAA Gent |
| 1910-1911 | KAA Gent |